# Кулунье-Шамье
Кулунье́-Шамье́ (фр. Coulounieix-Chamiers) — коммуна во Франции, находится в регионе Аквитания. Департамент — Дордонь. Административный центр кантона Кулунье-Шамье. Округ коммуны — Перигё.
Код INSEE коммуны — 24138.

## География

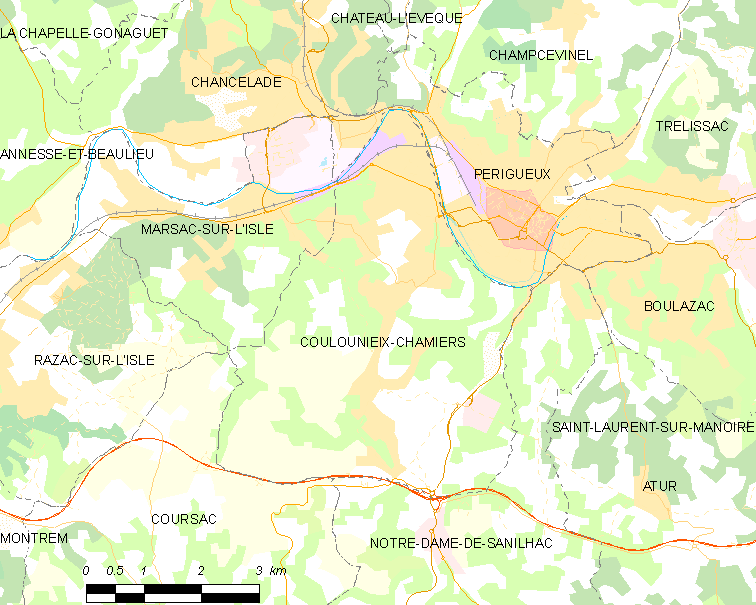
Карта коммуны

Коммуна расположена приблизительно в 430 км к югу от Парижа, в 110 км восточнее Бордо, в 3 км к западу от Перигё.
На севере коммуны протекает река Иль.

### Климат
Климат умеренный океанический со средним уровнем осадков, которые выпадают преимущественно зимой. Лето здесь долгое и тёплое, однако также довольно влажное, здесь не бывает регулярных периодов летней засухи. Средняя температура января — 5 °C, июля — 18 °C. Изредка вследствие стечения неблагоприятных погодных условий может наблюдаться непродолжительная засуха или случаются поздние заморозки. Климат меняется очень часто, как в течение сезона, так и год от года.

## Население
Население коммуны на 2010 год составляло 8356 человек.
| 1962 | 1968 | 1975 | 1982 | 1990 | 1999 | 2010 |
| ---- | ---- | ---- | ---- | ---- | ---- | ---- |
| 5816 | 7421 | 8169 | 8250 | 8403 | 8114 | 8356 |

## Администрация
| Период | Период | Фамилия          | Партия                              | Примечания                                                          |
| ------ | ------ | ---------------- | ----------------------------------- | ------------------------------------------------------------------- |
| 1965   | 1970   | Эдуар Терм       |                                     |                                                                     |
| 1970   | 1971   | Габиэль Дардайе  |                                     |                                                                     |
| 1971   | 1987   | Жан Сигалас      | Французская коммунистическая партия |                                                                     |
| 1987   | 1989   | Камиль Дабуар    | Французская коммунистическая партия |                                                                     |
| 1989   | 2008   | Мишель Дассё     | Социалистическая партия             | генеральный советник кантона (до 2001); член парламента (1997—2007) |
| 2008   | 2020   | Жан-Пьер Руссари | Социалистическая партия             | профессор, пенсионер                                                |

## Экономика
В 2010 году среди 5150 человек трудоспособного возраста (15-64 лет) 3476 были экономически активными, 1674 — неактивными (показатель активности — 67,5 %, в 1999 году было 69,5 %). Из 3476 активных жителей работали 3045 человек (1484 мужчин и 1561 женщина), безработных было 431 (194 мужчины и 237 женщин). Среди 1674 неактивных 481 человек были учениками или студентами, 720 — пенсионерами, 473 были неактивными по другим причинам.

## Достопримечательности
- Церковь Св. Михаила (XIV век)
- Церковь Богоматери Непорочного Зачатия (XX век) в стиле модерн
- Замок Рольфи (XVI век). Исторический памятник с 1947 года[5]
- Замок Изард
- Замок Плаг (XVI век)[6]
- Дом Маладрери («лепрозорий»), или Английский дом (XII век). Исторический памятник с 1907 года[7]
- Пещера Кампаньяк

## Города-побратимы
- Вента-де-Баньос (Испания)
- Порт-Лиише (Италия)

## Фотогалерея

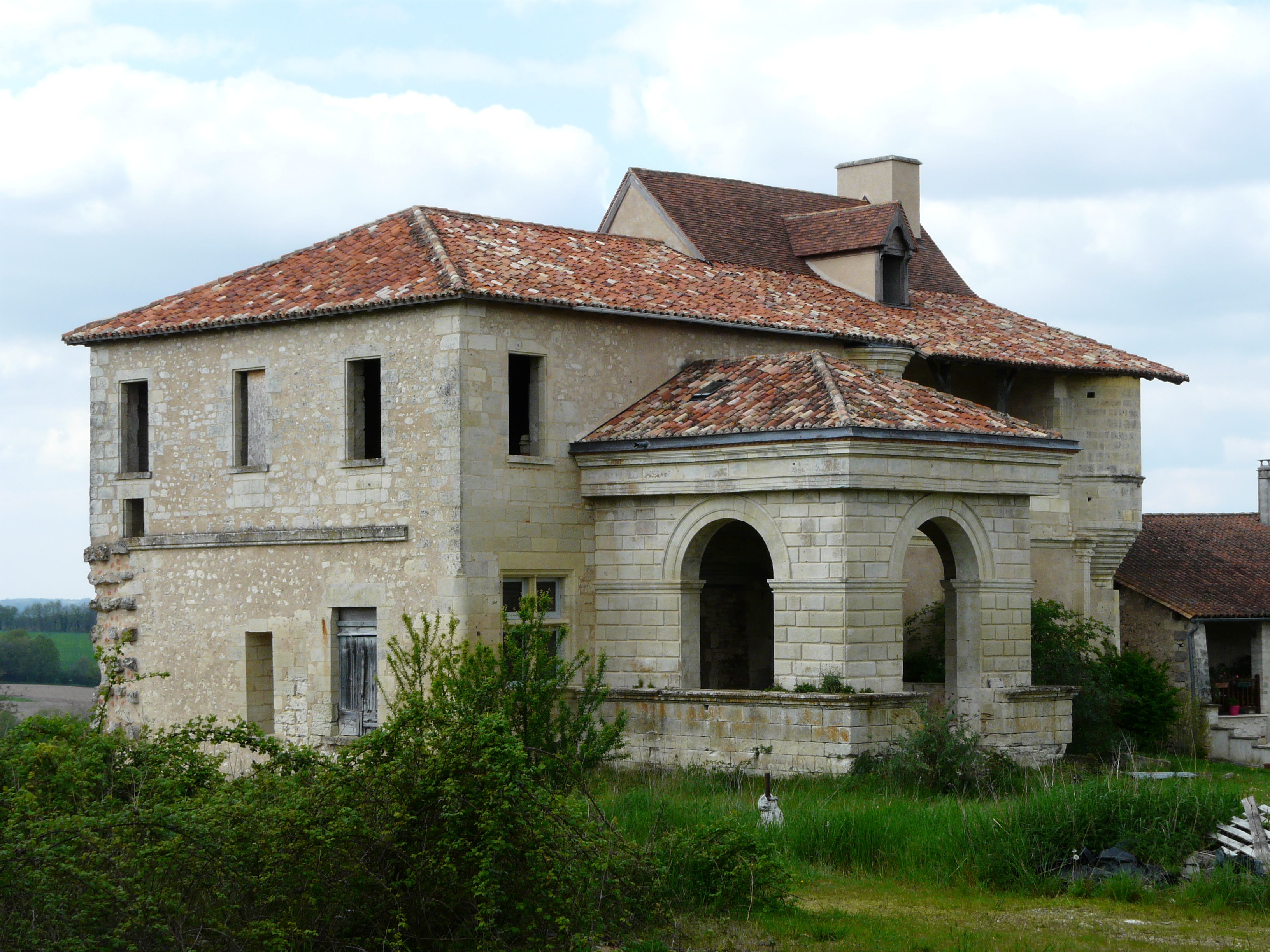
Замок Рольфи
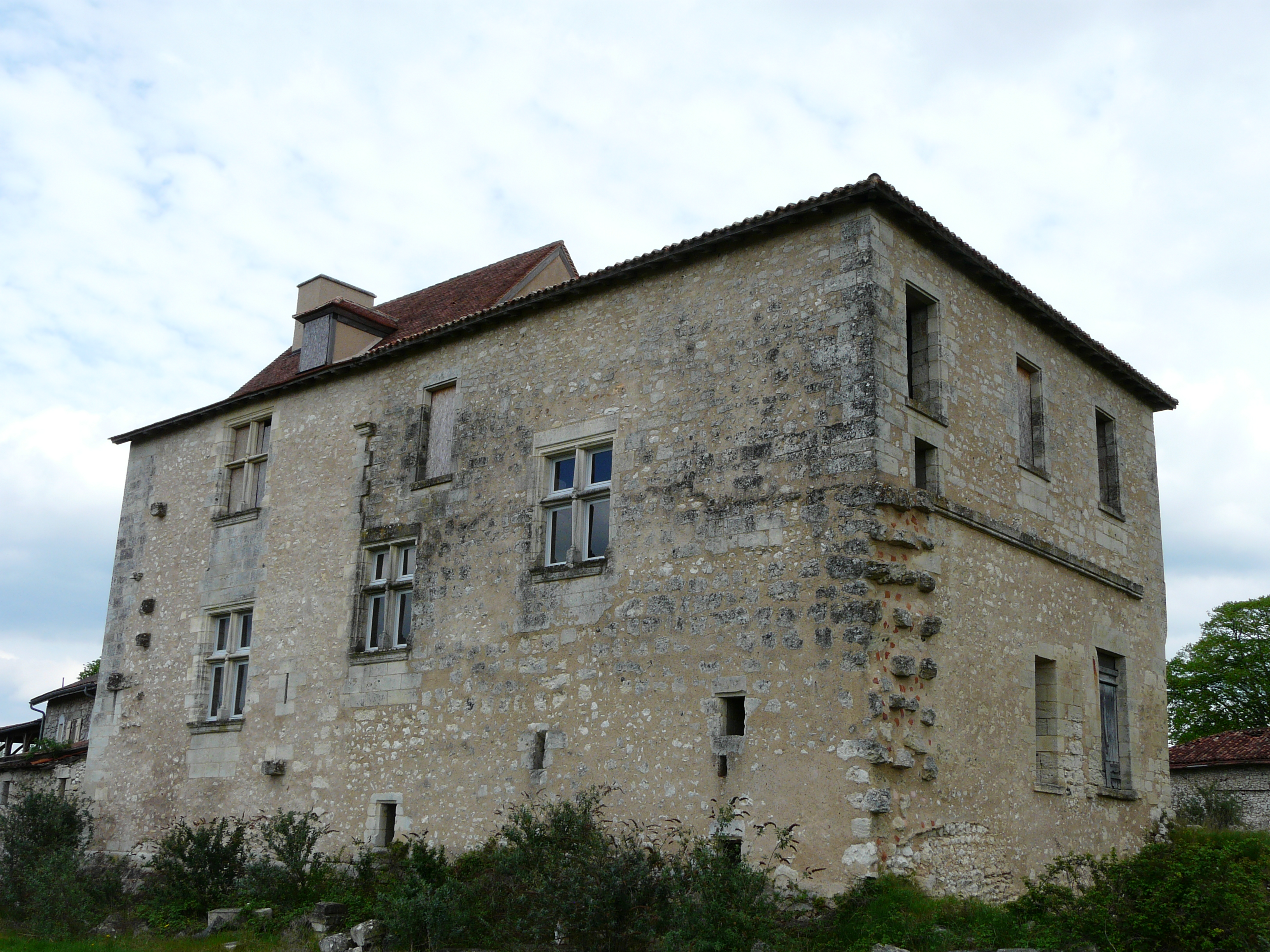
Замок Рольфи
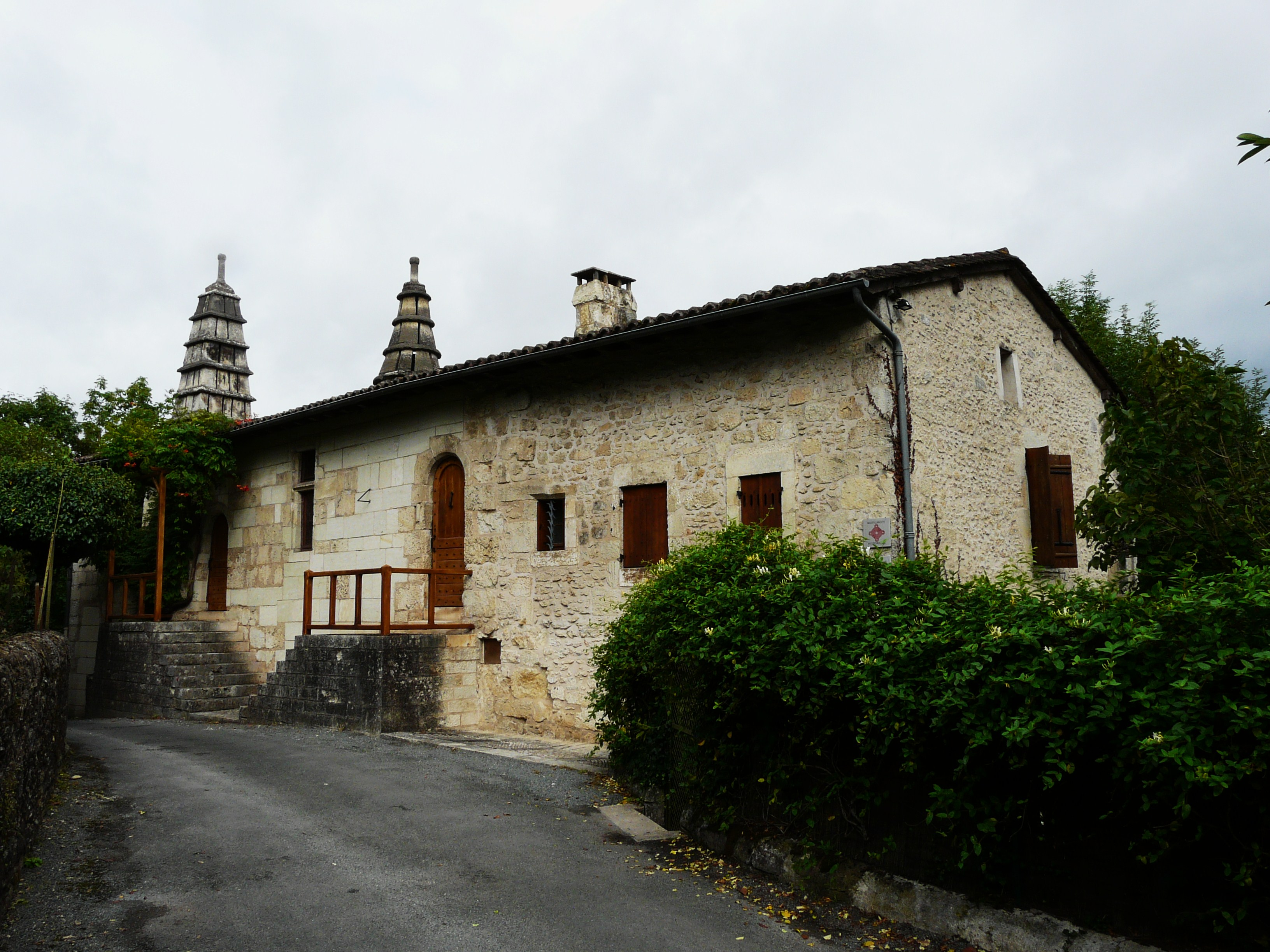
Дом Маладрери